# Cataulacus kohli
Cataulacus kohli är en myrart som beskrevs av Mayr 1895. Cataulacus kohli ingår i släktet Cataulacus och familjen myror. Inga underarter finns listade.